# Linnaemya conducens
Linnaemya conducens là một loài ruồi trong họ Tachinidae.